# اینگرید هارتمن
اینگرید هارتمن (آلمانی: Ingrid Hartmann; ۲۳ ژوئیهٔ ۱۹۳۰ – ۱ ژانویهٔ ۲۰۰۸) قایقران کانو اهل آلمان بود.